# كوزمينا ستراتان
كوزمينا ستراتان (بالرومانية: Cosmina Stratan)‏ هي صحفية وممثلة رومانية، ولدت في 20 أكتوبر 1984 بياش في رومانيا.

## وصلات خارجية
- كوزمينا ستراتان على موقع IMDb (الإنجليزية)
- كوزمينا ستراتان على موقع قاعدة بيانات الأفلام العربية
- كوزمينا ستراتان على موقع ألو سيني (الفرنسية)
- كوزمينا ستراتان على موقع أول موفي (الإنجليزية)
- كوزمينا ستراتان على موقع قاعدة بيانات الفيلم (الإنجليزية)
- كوزمينا ستراتان على موقع ليتربوكسد (الإنجليزية)
- كوزمينا ستراتان على موقع كينوبويسك (الروسية)